# Stigmatomma luyiae
Stigmatomma luyiae es una especie de hormiga del género Stigmatomma, familia Formicidae. Fue descrita científicamente por Hsu et al. en 2017.
Se distribuye por Taiwán. Se ha encontrado a elevaciones de hasta 770 metros. Vive en microhábitats como la hojarasca. También frecuenta bosques subtropicales.